# 混凝土

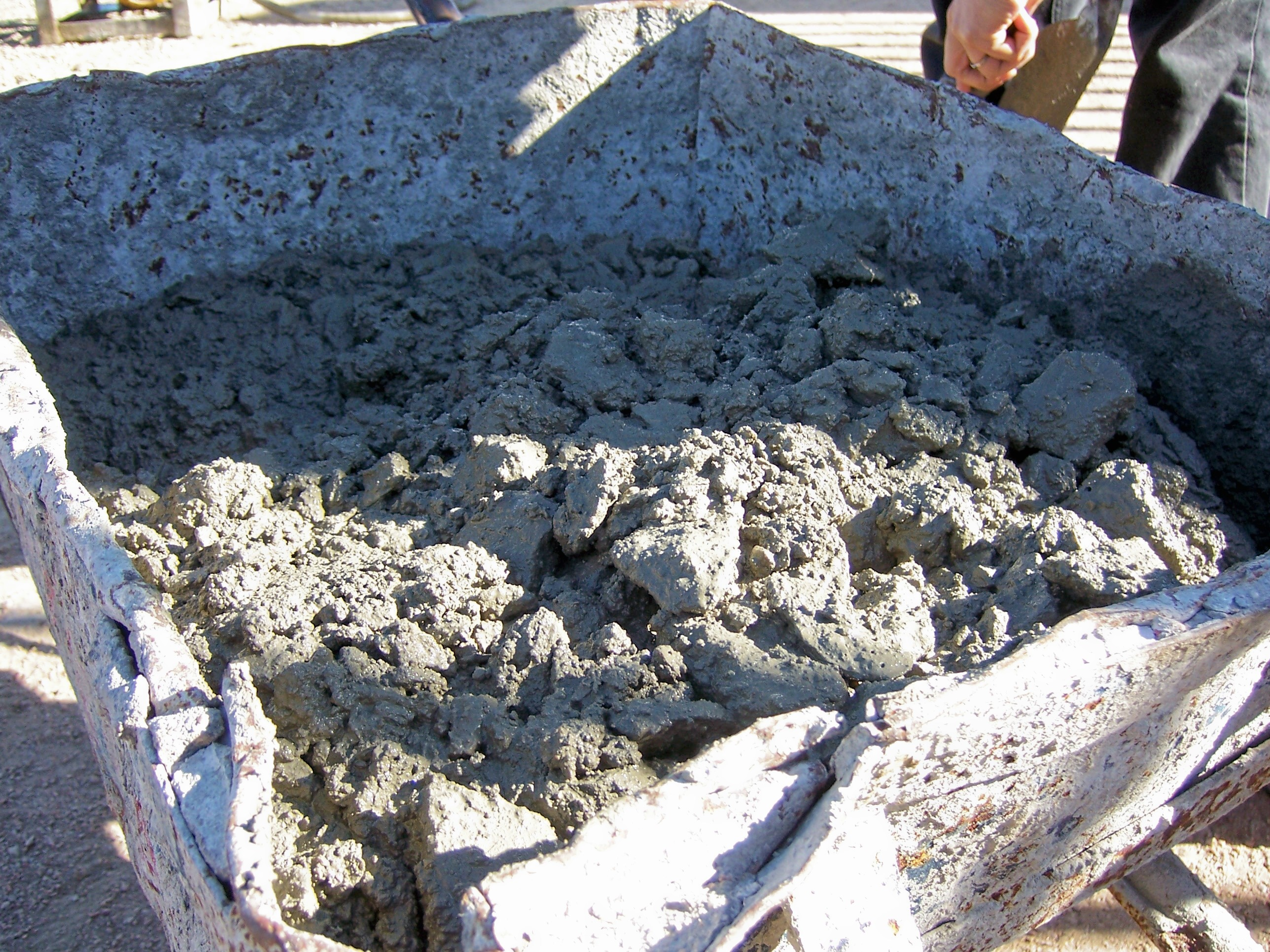
手推車中的混凝土

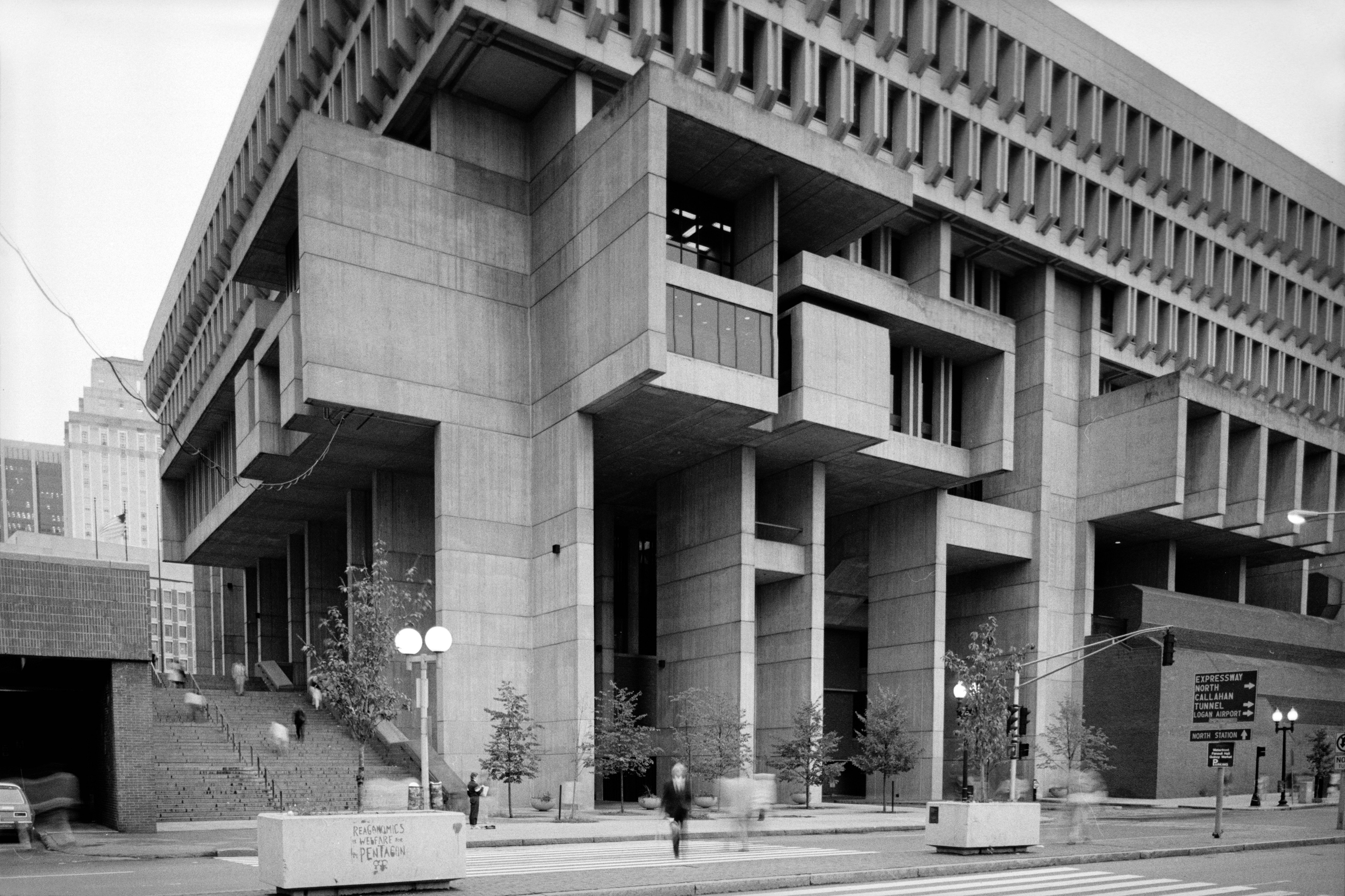
波士頓市公所，混凝土外型建築

混凝土，又稱砼、石矢，是由凝胶材料、骨料和水按適當比例配置，再經過一定時間硬化而成的複合材料。混凝土的硬度大、耐壓強度高、堅固耐用、原料來源廣泛、製作方法簡單、成本低廉、可塑性強、適用於各種自然環境，它是世上用量第二大的物質，僅次於水，亦是世界上使用量最大的人工土木工程及建築材料，以及全球生產得最多的物料。廣泛使用於房屋、橋樑、公路、跑道、擋土牆、堤防、涵洞、水壩、水箱、水塔、油槽、渠道、水溝、碼頭、防波堤、軍事工程、核能發電廠等構造物。

## 名称

### 混凝土
日语中将“concrete”音译为，据称日本学者广井勇最早将其翻译为汉字“混凝土”（コン・クリー・ト）。

### 砼
「砼」一字是著名結構學家蔡方蔭教授1953年創造的。當時教學科技落後，錄音機、影印機之類的電器不普及，學生上課聽講全靠記筆記。「混凝土」是建築工程中最常用的詞，但筆劃太多，寫起來費力又費時。於是蔡方蔭大膽採用筆畫减省的「人工石」三字代替「混凝土」，大大加快了筆記速度。後來「人工石」三字合成了「砼」字，並在大學生中得到廣泛使用。
1955年7月，中國科學院編譯出版委員會名詞室審定頒布的《結構工程名詞》一書中，明確推薦「砼」與「混凝土」一詞並用。從此，「砼」被廣泛採用於各類建築工程的書刊中。1985年6月7日，中國文字改革委員會正式批准「砼」與「混凝土」兩字詞同義、並用的法定地位。另外，「砼」字的讀音[tóng]（音「ㄊㄨㄥˊ」），正好與法語的、德語的以及俄語的（皆為「混凝土」之意）的發音基本相同。

## 历史

### 新石器时期
类似混凝土的遗迹在公元前6500年的納巴泰人和貝都因人的近东地区已有出土，中国老官台文化也有类混凝土的遗迹出土过，不过年代比近东晚了近3500年。

### 古羅馬
在古代西方，羅馬人曾經用火山灰混合石灰﹑砂製成天然混凝土。天然混凝土具有凝結力強，堅固耐久，不透水等特性，使之在羅馬得到廣泛應用，大大促進了羅馬土木建築結構的發展，而且拱和穹頂的跨度上不斷取得突破，造就了一大批仍為人們津津樂道的大型公共土木建築。公元前1世紀中，天然土木建築在券拱結構中幾乎完全排斥了石材。

### 波特蘭水泥
波特兰水泥是人们常用的水泥，用处非常广泛。在不同地区也有不同名称，因为状态属于干燥，细粉状，所以也称作“洋灰”。它在各种建筑材料中不可或缺，能与其他材料，依照不同比例混合成水泥，砂浆，石膏等。英国人约瑟・阿斯比丁在1824年为波特兰洋灰申请了专利。名为波特兰，主要是因为颜色与波特兰石灰石头的颜色相仿。波特兰洋灰里头，混合的成分为硅酸钙,铝酸盐,铁氧体等。

### 20世紀以後
20世紀初，水灰比等學說初步奠定了混凝土強度的理論基礎。以後，相繼出現了輕集料混凝土、加氣混凝土及其他混凝土，各種混凝土外加劑也開始使用。
60年代以來，廣泛應用減水劑，並出現了高效減水劑和相應的流態混凝土；高分子材料進入混凝土材料領域，出現了聚合物混凝土；多種纖維被用於分散配筋的纖維混凝土。現代測試技術也越來越多地應用於混凝土材料科學的研究

## 分类
混凝土的组成材料有很多种，性能也各有不同，因此有多种分类。

### 按表观密度分类

#### 重混凝土
乾燥狀態下表觀密度在2800 kg/m3以上的混凝土屬於重混凝土。重混凝土使用的骨料特别密實，例如：鐵屑、鐵礦石等。γ射線和X射線不能穿透一定厚度的重混凝土，所以重混凝土通常用於反應爐的屏蔽。

#### 普通混凝土
乾燥狀態下表觀密度在2000 kg/m3至2800 kg/m3之間的混凝土屬於普通混凝土。普通混凝土使用最廣泛，通常由天然的砂、石子作為骨料配制而成，可以用於各種民用工程。

#### 輕混凝土
乾燥狀態下表觀密度在2000 kg/m3以下的混凝土屬於輕混凝土。常見的有加氣混凝土、多孔混凝土，通常用於製造保温隔熱材料。

## 組成

### 膠結性材料
介於骨材的空隙中，主要膠結骨材顆粒以形成完整的個體。

### 粒料（骨材）
於混凝土中佔有大多數體積，其性質可以影響混凝土的主要特性，依照其顆粒大小可以分為粗粒料（粗骨材）與細粒料（細骨材）兩類

#### 粗粒料（粗骨材）
一般為天然石或者為人造石。大於#4篩的通常稱為粗粒料（粗骨材）。尺寸4mm~50 mm。
水洗#200篩以下的，稱為含泥。含泥量（％）＝（含泥量/原試樣重）。含泥量規定要小於1%

#### 細粒料（細骨材）
一般為天然砂或者人造砂，小於#4篩的通常稱為細粒料（細骨材）。尺寸#4篩~#200篩。
水洗#200篩以下的，稱為含泥。
含泥量／原試樣重＝含泥量百分比。

#### 特別粒料（特別骨材）

##### 輕質粒料（輕質骨材）
結構用輕粒料（輕骨材）密度=1.1~1.8 g/cm3，強度大於140 kgf/cm2。机场跑道通常加入铁钉混合而成。

### 摻料
由於不同用途需求，在混凝土中加入各種材料以改善混凝土性質和性能。

#### 礦物摻料
波索蘭材料

#### 化學摻料

##### 快乾劑／早強劑
快乾劑（中國大陸稱為早強劑）能加快水成反應，加速石矢硬化。常為CaCl2或NaCl。不過當中的氯可能會腐蝕鋼筋，所以某些國家禁止使用。（臺灣有立法已規定氯的含量，中國大陸以國家規範的形式規定混凝土的氯離子含量）

##### 緩凝劑
緩凝劑相反減慢石矢的水成反應，常用於大形石矢，以防止過熱。為糖或蔗糖（C12H22O11）

##### 引氣劑(輸氣劑)
引氣劑(輸氣劑)可以把小气泡分佈於石矢內，牺牲结构强度以减少冻融交替的損害。每增加1%氣泡更減少5%強度。

##### 塑化劑
塑化劑（減水劑）增加水泥的工作性（增加和易性，增加塌落度，以便泵送），從而可減少含水比例，增加強度。

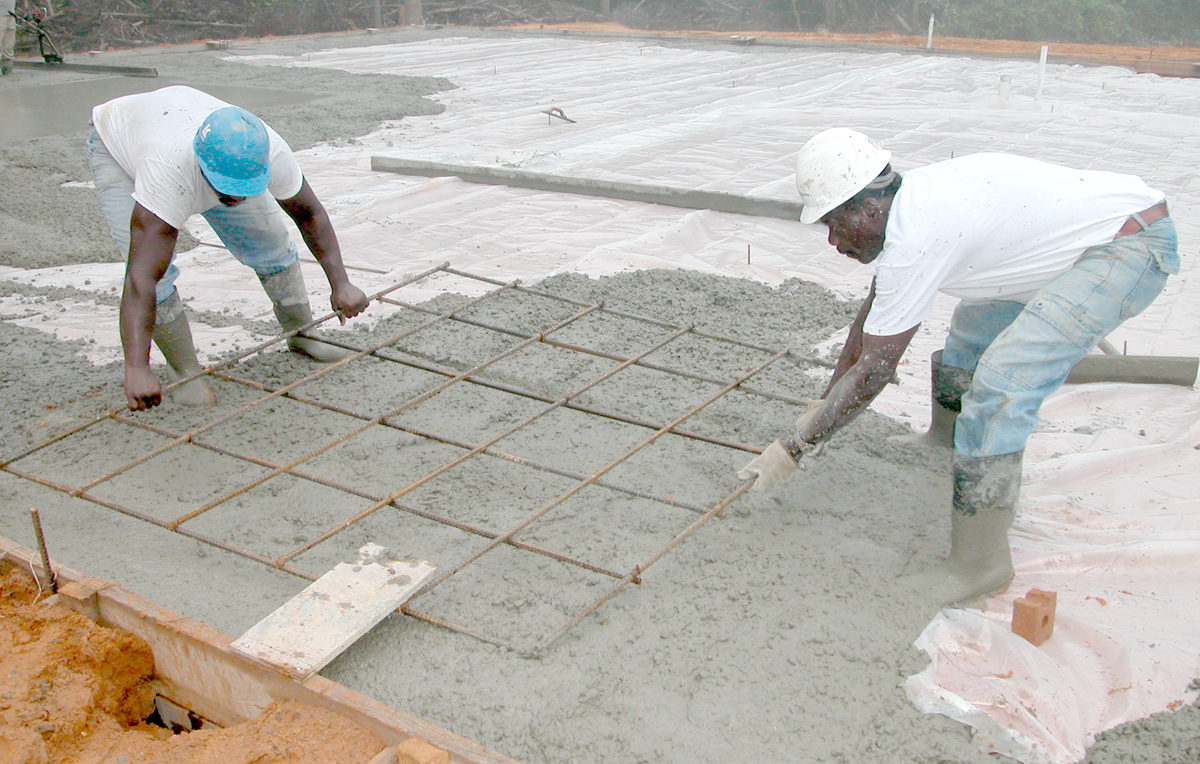
鋼筋埋設成鋼筋混凝土結構

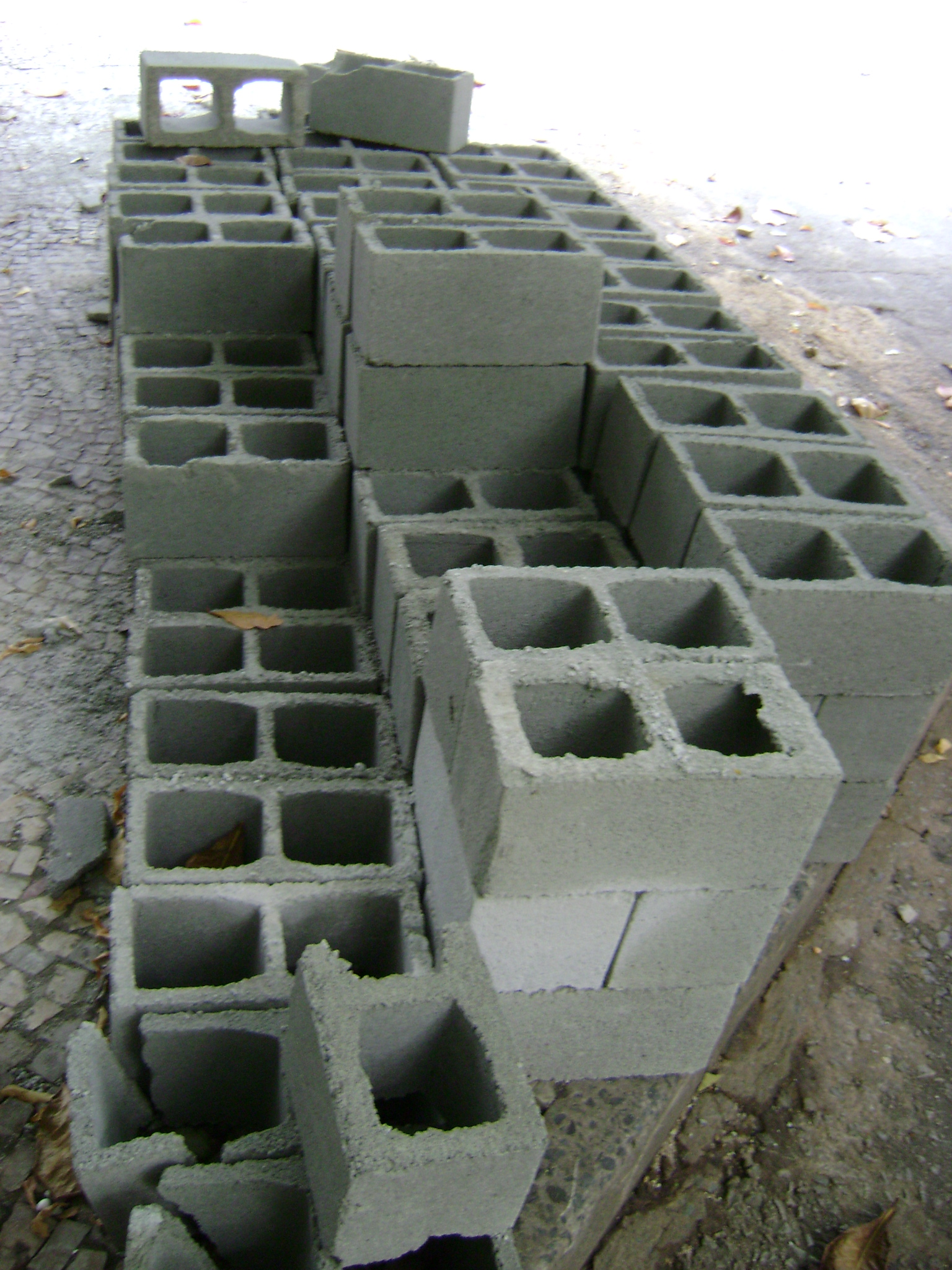
預製水泥磚型態

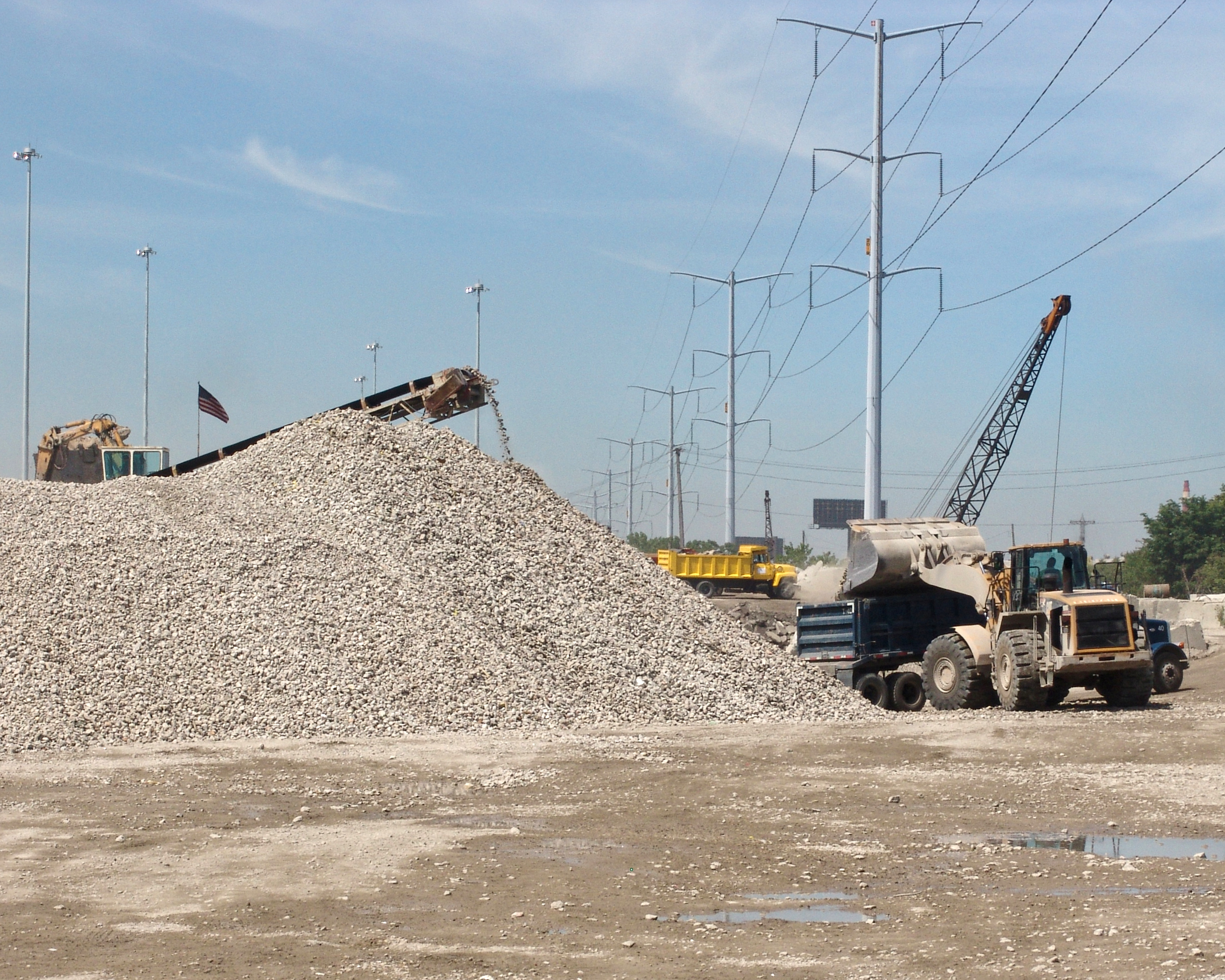
河砂石原料採集

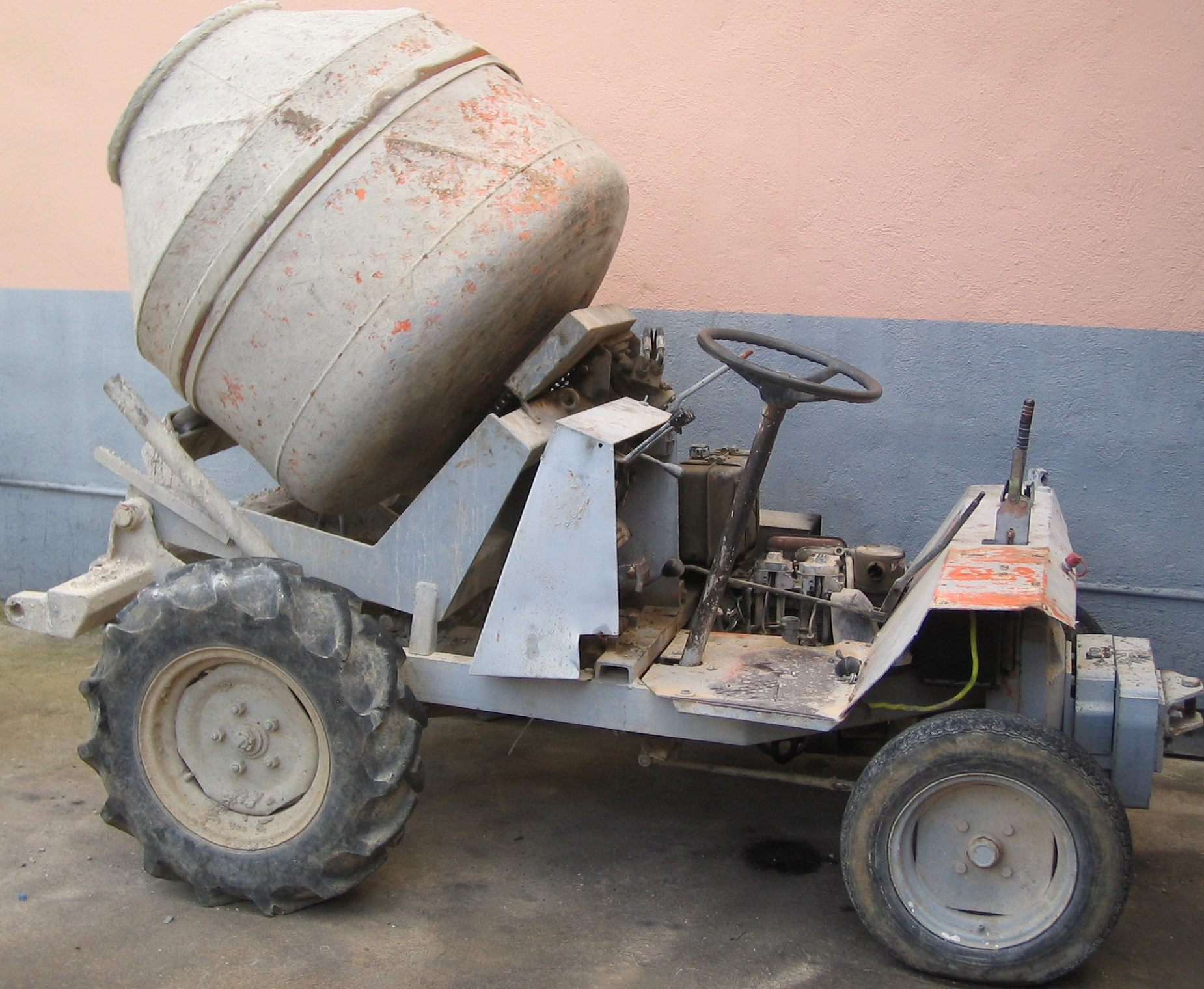
現場混凝土攪拌車

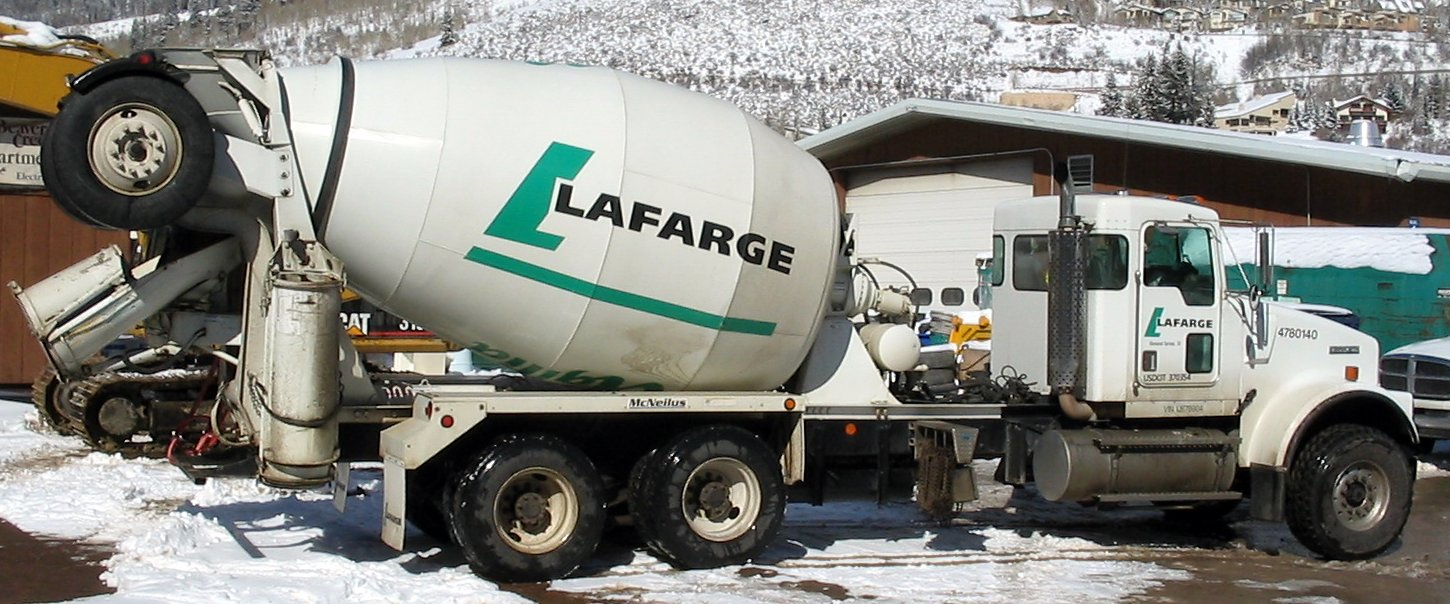
大型混凝土搅拌车

##### 強塑劑
超塑劑為高效的塑化劑，能高增加工作性。相對來說，塑化劑用以保持工作性下減少水分，從而可減少含水比例，增加強度及耐用。

##### 染料
可改變石矢顏色。

### 水
水是混凝土中不可缺少的一項。水膠比（W/C）的高低與混凝土強度的高低成反比。水膠比＝水的質量／水泥的質量

## 材料性質
混凝土通常都有较强的抗压强度，但是抗拉强度相对较弱，所以通常需要在混凝土里加入其他材料（如钢筋）以增强其抗拉强度。

### 抗壓強度
使用混凝土主要就是利用它的较好的抗压强度。混凝土的强度等级是用其抗压强度来划分的。

### 抗拉強度
通常為抗壓強度的1/10~1/8，現有3種試驗方法。1.點載重彎曲荷重法。2.劈列抗拉。3.直接拉伸。

### 稠度和坍度
稠度是混凝土濕度或流動性的一種度量。稠度是以坍度試驗來測量。而試驗的結果稱之為坍度。混凝土的坍度越小，越不易流動，工作度越差，容易發生拆模後混凝土結構體表面產生蜂窩。

### 抗滲強度
抗滲混凝土是指具有防滲水效果的混凝土。常通過添加引氣劑製作。
在某一些工程例如：地下隧道，會要求混凝土除了具有一定的抗壓強度外，還會要求混凝土具有一定的抗滲強度，以避免滲水對建築內部的物體造成損害。

## 配比
混凝土依照其組成成分比例的不同，會有不同的性質。各項材料的比例稱為配比。在設計配比時必須考慮到混凝土的用途而有強度、耐久性、工作性、經濟性和生態性等主要考量。

### 強度
混凝土為現代主要土木建築工程材料之一，通常被設計來承受載重，因此在土木建築工程的運用上，配比將抗壓強度作為主要考量。通常大於15 N/mm2。中國大陸現行《混凝土結構設計規範》（GB50010-2010）規定：用於結構構件的混凝土強度為20 N/mm2~80 N/mm2（20兆帕~80兆帕）。混凝土強度（包括這裡指的強度）一般均指混凝土抗壓強度。

### 耐久性
耐久性在普通情況下﹐混凝土具有良好的耐久性。但在寒冷地區﹐特別是在水位變化的工程部位以及在飽水狀態下受到頻繁的凍融交替作用時﹐混凝土易於損壞。為此對混凝土要有一定的抗凍性要求。用於不透水的工程時﹐要求混凝土具有良好的抗滲性和耐蝕性。

### 工作性
對一般混凝土施工而言，如果混凝土太乾黏，則施工不易，容易產生蜂窩，甚者易使現場工人為施工便利而私自加水，導致設計強度（水灰比）走樣。高性能混凝土具有高流動的特性，可以縮短工期、節省人力及簡化施工作業等。高工作性包括容易施工、沒有析離、容易粉光、或後續的處理簡易。假設工作性良好，自然就不會擅自加水，一旦不會加水，混凝土品質就能夠獲得較大的保障。

### 經濟性
高性能混凝土的經濟性建立在水泥的強度效益、高生命週期、易施工之低成本上。目前臺灣的混凝土每一公斤的水泥約只能發揮0.7 kg/cm2的強度，而文獻上最佳的效率則是每公斤水泥可發揮7kg/cm2的強度。目前中國高性能混凝土規範則規定每公斤水泥應可發揮至少1.4 kg/cm2的強度(此計算方法為經驗計算所得出之結果，並無法代表真實情況。且混凝土強度變化原因繁雜，不可使用單一原料判定。)。高性能混凝土雖比傳統混凝土多加化學摻料及波特蘭材料，由材料的觀點來看，其初始製造費用，的確比傳統混凝土高，但從改善工作性、提高早期強度、提高結構耐久性、降低施工費用，節省工時、提高力學性能，減少構件尺寸與斷面等所得之效益，不僅可彌補混凝土之價差，且更具經濟效益。

### 生態性
由於現代多數使用普通矽酸鹽水泥作為混凝土中的膠結性材料，在普通矽酸鹽水泥的製造過程中，需要大量的熱能，造成排放許多的二氧化碳，因此在設計配比時，減少普通硅酸盐水泥用量可以增進混凝土的生態性。

## 使用流程

### 拌合
混凝土在使用時，必須將各種材料經過適當混合、攪拌的程序稱為拌合。拌合後尚未硬固且具有可塑性的混凝土稱為新鮮混凝土

#### 拌合機具
強制式拌合機

#### 預拌混凝土
因應工程實際需要，於工廠或工地大量拌合新鮮混凝土再運送至澆注場所，由於使用專用機具與專業人員來操作拌合程序，因此較能確保混凝土品質。

### 浇筑
將具有可塑性的新鮮混凝土注入模型內以在混凝土硬固後形成各種形狀之結構物的手續稱為浇筑。在中国大陆，浇筑混凝土也常被简称为“打灰”。

#### 搗實
為使具有一定黏稠性的新鮮混凝土可以順利的充滿模型內，以人為的方式加以震動或攪拌，以排除氣泡降低硬固後混凝土的孔隙。
常見搗實工具：
- 震動棒
- 內部震動器
- 搗棒

### 養護
混凝土浇築后12小时内应覆盖保湿养护，养护时间至少7天，以保证混凝土中的水泥水化反应所需水份。

## 一般工程常見的混凝土
- 鋼筋混凝土：在混凝土中安置鋼筋，主要用於一般房屋建築物。
- 鋼骨混凝土：以鋼材替代大部分鋼筋，增強抵抗外力的韌性，用於高樓建築物。
- 預力混凝土：使用預力鋼鍵，主要應用於長跨橋樑，部分房屋建築也有使用。
- 輕質混凝土：使用較輕的人造骨材，用在隔熱、隔音，可降構材載重。
- 重質混凝土：用於防護核子輻射，用於醫院及核能電廠。
- 預鑄混凝土：先在工廠完成灌鑄工作，再運至工址進行安裝，應用範圍很廣。
- 預拌混凝土：混凝土在設備完善的工廠中先拌合好，再運送至工址使用，多為一般工程所使用。
- 滾壓混凝土：用於大壩及道路施工。
- 噴射混凝土：用於襯工、保護、及維修工程。

## 常見分類
依照市面上製售的混凝土，分類與水泥一樣，也就是依使用的水泥調和的種類來區分。
- 普通混凝土：常見的混凝土，其使用水泥為第一型波特蘭水泥。
- 加強型混凝土：使用水泥為第二型波特蘭水泥，多了抗鹼力。
- 早強混凝土：使用水泥為第三型波特蘭水泥，能在28日之前就能將強度發揮到極強的程度，適於救災搶修道路。
- 低熱混凝土：使用水泥為第四型波特蘭水泥，與第三型正好相反，又稱為「巨積混凝土」，最佳強度為第29日之後，常用於橋墩、涵洞、隧道基底。
- 抗硫混凝土：使用水泥為第五型波特蘭水泥，濱海建築專門使用，能抗海風。
- 低碳混凝土：使用卜特蘭石灰石水泥

## 外部連結
- 焚化爐底渣轉身「再生混凝土」入侵農田，重金屬嚴重超標，環團：環保署大開後門 （页面存档备份，存于）